# 凱希奇夫卡區

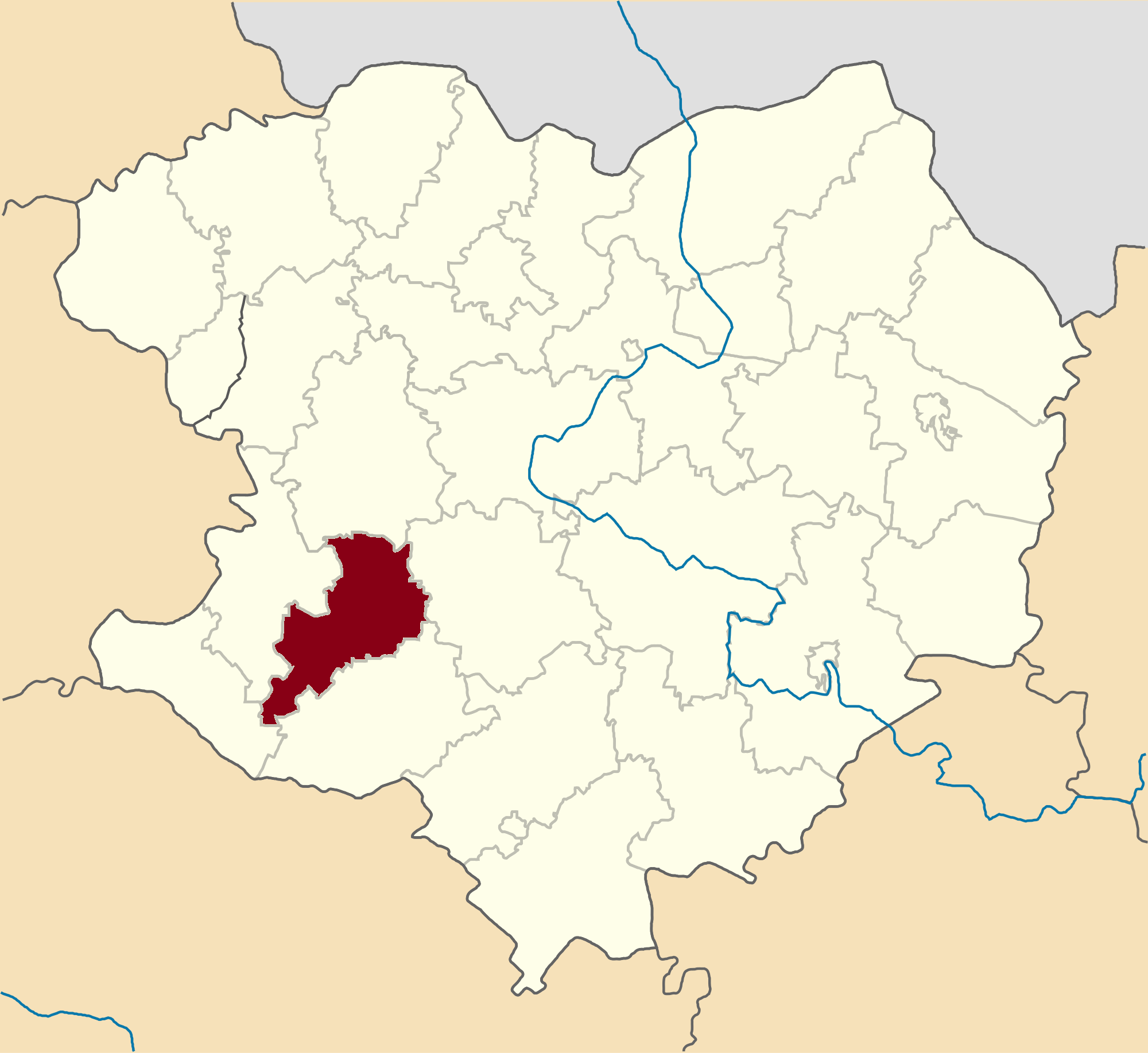
凱希奇夫卡區在哈尔科夫州的位置

凱希奇夫卡區（烏克蘭語：Кегичівський район），曾是烏克蘭東部哈爾科夫州的一個區，行政中心設於凱希奇夫卡，面積782平方公里，2013年人口21,476，人口密度每平方公里27.46人。
该区在2020年7月18日的乌克兰行政区划改革中被撤销，改革后哈爾科夫州下分为7个区，凱希奇夫卡區合并至克拉斯諾赫拉德區。